# مربط حبال

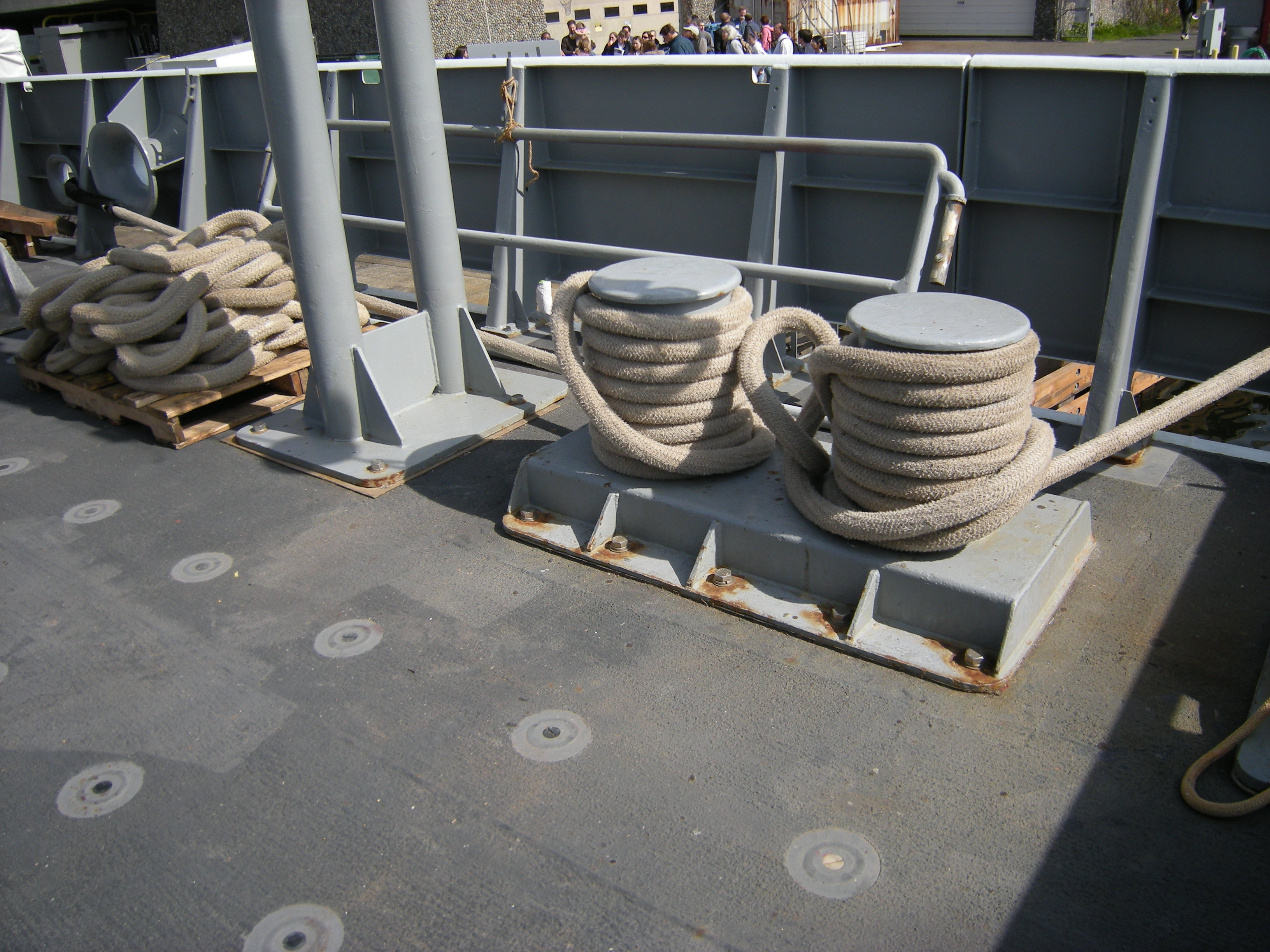
مرابط حبال على متن السفن

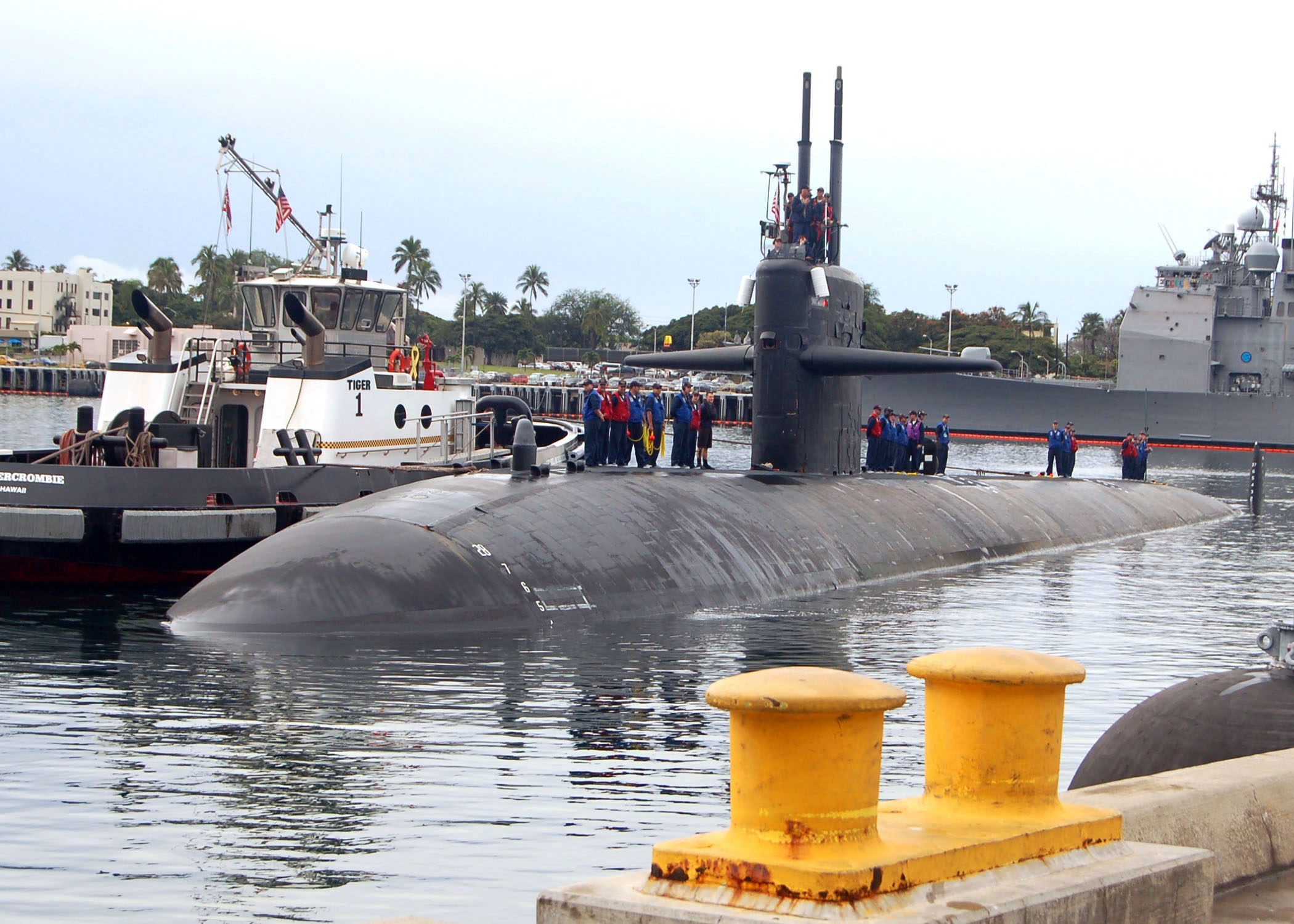
مرابط حبال عند المرفأ

مَرْبَط الحبال هي أعمدة خشبية أو معدنية عمودية مثبتة إما على متن سفينة أو على رصيف ميناء أو رصيف بحري. تستخدم الأعمدة لربط خطوط الإرساء أو الحبال أو الأقلاس أو أسلاك الحديد. تُصنع مرابط الحبال بعناية وتُصان لتجنب أي حواف قد تُخّل وتضعف خطوط الإرساء.